# Эггерт Йоунссон
Эггерт Гуннтор Йоунссон (исл. Eggert Gunnþór Jónsson; 18 августа 1988, Рейкьявик, Исландия) — исландский футболист, полузащитник датского клуба «Сённерйюск».

## Карьера

### Клубная
Воспитанник футбольной школы «Фьордабигда». Выступал за исландскую команду в сезоне 2004/05 (дебютировав в возрасте 15 лет), провёл 22 матча и забил 5 голов. Затем был куплен шотландским клубом «Харт оф Мидлотиан» и стал выступать в его юношеских составах, подписав контракт, согласно которому он имеет право дебютировать только по достижении 18-летнего возраста. Дебютировал 20 сентября 2006 в матче Кубка Лиги против «Аллоа Атлетик», выйдя на замену (победа 4:0). В матчах Премьер-Лиги дебютировал, выйдя на замену в игре против «Инвернесс Каледониан Тисл» (победа 1:0). Забил свой первый гол в июле 2007 года в ворота голландского «Хераклес Алмело» (его команда выиграла 5:1). В 2008 году продлил контракт на 4 с половиной года. 7 мая 2011 был удалён в матче против «Рейнджерс», сфолив на Никице Елавиче (команда проиграла 0:4).

### В сборной
Выступал в сборной Исландии до 21 года, с которой сыграл на молодёжном Евро-2013. 13 ноября 2007 впервые был вызван в основную сборную. На 27 октября 2011 сыграл 12 матчей.